# ليلة عشق (ألبوم)
ليلة عشق هو ثالث ألبومات المطربة المصرية حنان ماضي، تم إنتاج الألبوم وتوزيعه عام 1996 من قبل شركة هاي كواليتي للإنتاج، الألبوم مكون من 8 أغنيات

## الأغاني
1. قال الوداع.
2. امبارح كان كان في الإمكان.
3. أيام الدنيا
4. حيرة
5. عنب البساتين
6. قد الهوى
7. ليلة عشق وخداني
8. يا غريب